# (9616) 1993 FR3
A (9616) 1993 FR3 a Naprendszer kisbolygóövében található aszteroida. Eleanor F. Helin fedezte fel 1993. március 21-én.